# Robert Varkonyi
Robert Varkonyi (Great Neck, 7 ottobre 1961) è un giocatore di poker statunitense, campione del mondo nel 2002.
Varkonyi vinse 2.000.000 di dollari statunitensi grazie al successo nel "main event" delle WSOP. In quell'occasione riuscì a sconfiggere in heads-up Julian Gardner. La sua mano finale era: Q♦ 10♠ contro J♣ 8♣ dell'avversario; sul board: Q♣ 4♣ 4♠ 10♦ 10♣.
Dopo la vittoria nel 2002 ha ottenuto un altro piazzamento a premi WSOP: 10000 $ World Championship No Limit Hold'em (WSOP 2007).